# 臺中市立中山國民中學
臺中市立中山國民中學（簡稱中山國中）是位於台灣臺中市西屯區的市立國民中學，鄰近市立文華高中、台中捷運綠線文華高中站,學區包含大鵬里（全里）、大河里（全里）、何仁里（全里）、何德里（全里）、何福里（全里）、何源里（全里）、何安里（第8─11、21、30、31鄰）、大石里（第14、15鄰）。

## 校史
1980年11月4日奉令籌設，由教育局曾廣森都學兼籌備處主任。1981年第1學期招收一年級新生6班，正式成立「臺中市立忠明國民中學中仁分部」。1982年4月28日由忠明國中許中興校長兼任籌備主任，並派該校黃金鴻老師擔任分部主任。1983年8月1日獨立設校，正名為「臺中市立中山國民中學」。

## 歷任校長
1. 馬志堅：1983年11月10日－1991年1月31日
  1. 陳美代（主任代理）
2. 藍武雄：1991年3月10日－1993年9月9日
3. 陳成豐：1993年9月10日－1998年2月6日
4. 巫慶文：1998年2月7日－2001年1月31日
  1. 涂嗣青（主任代理）
  2. 陳秀麗（督學兼代）
5. 黃榮泰：2001年8月1日－2005年7月31日
6. 白常武：2005年8月1日－2009年4月30日
  1. 李婷英（主任代理）
7. 張梅鳳：2009年8月1日－2015年7月31日
8. 林慧娟：2015年8月1日－2019年7月31日
9. 翁麗鳳：2019年8月1日－現任

## 校隊
棒球隊
- 世界少棒聯盟（LLB）第40屆LLB世界次青少棒大賽國際組冠軍

## 校友
- 林威助[1]：職棒選手、教練
- 戴培峰[2]：職棒選手
- 古林睿煬：職棒選手
- 劉基鴻[3]：職棒選手

## 外部連結
- 官方网站